# Републикански път II-16
Републикански път II-16 е второкласен път, част от републиканската пътна мрежа на България, преминаващ по територията на област Враца, Софийска област и област София. Дължината му е 88,0 km.
Пътят започва от 163,0-ти км на Републикански път I-1 в източната част на село Ребърково и по цялото си протежение трасето му преминава през Искърският пролом. В северната част на град Нови Искър излиза от пролома, навлиза в Софийската котловина и в южната част на града се свързва с Републикански път I-8 при км 58,2 и Републикански път II-18 при км 18,2, като двата пътя в този си участък са част от Околовръстния път на София. По трасето на пътя са разположени 2 града - Своге и Нови Искър и 12 села: Ребърково, Лютиброд, Зверино, Елисейна, Оплетня, Лакатник, Гара Бов, Церово, Томпсън, Реброво, Луково и Владо Тричков.
От пътя вляво и вдясно се отделят 3 третокласни пътя:
- на 1,2 km, след село Ребърково, вляво Републикански път III-161 (38,1 km) за Ботевград
- на 36,3 km, преди село Лакатник, вдясно Републикански път III-162 (41,0 km) за 131,1 km на Републикански път I-1
- на 56,4 km, в град Своге, вдясно Републикански път III-164 (21,0 km) за с. Бучин проход

| Пътища, отклоняващи се надясно (населено място, № на пътя, посока на пътя) | Км   | Пътища, отклоняващи се наляво (посока на пътя, № на пътя, населено място) |
| -------------------------------------------------------------------------- | ---- | ------------------------------------------------------------------------- |
| Община Мездра, Област Враца, I-1, 163,0 km с. Ребърково →                  | 0,0  | → с. Ребърково 163,0 km, I-1, Област Враца, Община Мездра                 |
|                                                                            | 1,2  | → 0,0 km III-161 (за Ботевград)                                           |
| (за с. Челопек) общински път с. Лютиброд ←                                 | 4,5  | с. Лютиброд                                                               |
| с. Зверино                                                                 | 14,1 | → с. Зверино общински път (за селата Игнатица и Оселна)                   |
|                                                                            | 17,4 | → общински път (за с. Злидол)                                             |
| с. Елисейна                                                                | 21,2 | → с. Елисейна общински път (за с. Габровница)                             |
| (за с. Очиндол) общински път ←                                             | 23,2 |                                                                           |
| Община Своге, Софийска област                                              | 25,3 | Софийска област, Община Своге                                             |
| с. Оплетня                                                                 | 25,8 | с. Оплетня                                                                |
| (за 131,1 km на път I-1) III-162, 0,0 km с. Гара Лакатник ←                | 36,3 | с. Гара Лакатник                                                          |
| (за с. Губислав) общински път с. Гара Лакатник ←                           | 38,6 | с. Гара Лакатник                                                          |
| с. Гара Бов                                                                | 46   | → с. Гара Бов общински път (за с. Бов)                                    |
| (за с. Заселе) общински път с. Церово ←                                    | 48,7 | с. Церово                                                                 |
| (за с. Бучин проход) III-164, 0,0 km гр. Своге ←                           | 56,4 | гр. Своге                                                                 |
| гр. Своге                                                                  | 57,4 | → гр. Своге общински път (за с. Желен)                                    |
|                                                                            | 59,6 | → общински път (за с. Лесковдол)                                          |
| (за с. Церецел) общински път с. Томпсън ←                                  | 64,6 | с. Томпсън                                                                |
| с. Реброво                                                                 | 67,1 | → с. Реброво общински път (за с. Батулия)                                 |
| с. Луково                                                                  | 70   | → с. Луково общински път (за вилна зона „Луково“)                         |
| с. Владо Тричков                                                           | 74   | с. Владо Тричков                                                          |
| Столична община, Област София                                              | 76,5 | Област София, Столична община                                             |
| (за с. Кътина) общински път гр. Нови Искър ←                               | 80,6 | гр. Нови Искър                                                            |
| (за с. Доброславци) общински път гр. Нови Искър ←                          | 85,5 | гр. Нови Искър                                                            |
| (за с. Мировяне) общински път гр. Нови Искър ←                             | 86,7 | гр. Нови Искър                                                            |
| I-8, 58,2 km, гр. Нови Искър → II-18, 18,2 km, гр. Нови Искър →            | 88,0 | → гр. Нови Искър, 58,2 km, I-8 → гр. Нови Искър, 18,2 km, II-18           |